# Rendezvous (Band)
Rendezvous ist eine deutsche Schlagergruppe.

## Werdegang
Die Gruppe wurde 1988 gegründet. Zu den Gründungsmitgliedern gehörten die Brüder Heiner Peters (* 28. Januar 1952 in Hörde) und Werner Peters (* 13. Oktober 1954 in Hörde) sowie Claudia Schorlemmer (* 8. April in Unna), die später als Claudia Stern eine Solokarriere gestartet hat, und Barbara Kostrzwa (* 8. Januar in Bottrop).
1988 belegte die Gruppe mit dem Titel Du bist ein Stern für mich Platz 10 der deutschen Vorentscheidung zum Grand Prix Eurovision de la Chanson. Danach wurde sie die Begleitband von Roy Black. 1991 erreichte sie mit In deinem Arm bin ich dem Himmel nah Platz 9 beim Deutschen Song-Festival; 1992 folgte dort mit Fliege mein Drachen der 3. Platz. 1994 spielte Rendezvous auf Michael Schumachers Weltmeisterschafts-Party und auch bei seiner Hochzeit im Jahr darauf. 1996 beteiligte sich die Gruppe erneut an der deutschen Vorentscheidung zum Eurovision Song Contest und belegte mit Ohne dich Rang 7.
Anfang 2000 verließen die beiden Sängerinnen die Gruppe und Kerstin Schneider wurde aufgenommen. Seither tritt die Band als Trio auf. 2001 bewarb sich Rendezvous mit Du bist meine Melodie beim Grand Prix der Volksmusik, erreichte jedoch nicht das Finale.

## Lieder
- Du bist ein Stern für mich 1988
- Das Blumenmädchen von Napoli 1988
- Eviva Rosita 1989
- Spürst du die Sehnsucht 1990
- C'est la vie 1990
- Copacabana bei Nacht 1991
- In deinem Arm bin ich dem Himmel nah 1991
- Fliege mein Drachen 1992
- Gefangen in Gefühlen 1992
- Durch Regen und durch Wind 1993
- Für immer und ewig 1994
- Und der Wind sang ein spanisches Lied 1995
- Kennwort heisst Traumfrau 1995
- Ohne dich 1996
- Sieben Regenbogenfarben 1997
- E-la-di-ley (sein kleines Lied) 1997
- Kinderträume 1997
- Roulette d'amour 1998
- Auf meinem Kissen 1998
- Tausend Gefühle 1999
- Sommer in Deutschland 1999
- Peter Pan 1999
- Harry & Sally 2000
- Heyo, Heyo (Sommer in der Stadt) 2000
- Was wär die Welt ohne Fantasie 2000
- Atlantis 2001
- Du bist meine Melodie 2001
- Ein Tag für romantische Stunden 2001
- Es könnte was d'raus werden 2002
- Es geht mir gut 2002
- Man sieht nur mit dem Herzen wirklich gut 2002
- Du bist ein Stern für mich (2003) / Ein Oscar für Jasmin 2003
- Der Sonne entgegen 2003
- Im Rhythmus der Nacht 2004
- Zwei wie Feuer und Eis 2004
- Auch schöne Stunden geh'n einmal vorüber 2004
- Der Duft der Rose 2005
- Ein Kaffee und ein Kuss 2005
- Was geschieht, wenn du bleibst 2006
- Millionär 2009
- 31 Tage 2010

## Alben
- Rendezvous 1990
- Gefangen in Gefühlen 1992
- Hand auf’s Herz 1995
- Tausend Gefühle 1997
- Kleine Abenteuer 1999
- Die Chancen stehen gut 2001
- Gold - 15 Jahre Hit auf Hit 2003
- Volltreffer 2004